# Backstrom
Backstrom è una serie televisiva statunitense ideata da Hart Hanson e trasmessa durante la stagione televisiva 2014-15 su Fox; la serie è basata sui libri di Leif G. W. Persson e, nonostante sia ambientata a Portland in Oregon, è in realtà stata registrata a Vancouver in Canada.
Nell'aprile 2015 la Fox ha cancellato la serie a causa dei bassi ascolti.
In Italia è stata trasmessa in prima visione assoluta e in contemporanea con la trasmissione statunitense dal 24 febbraio 2015 sul canale satellitare Fox.

## Trama
Backstrom è centrato sulla persona di Everett Backstrom (Rainn Wilson), un "sovrappeso, offensivo ed irrascibile" detective della Polizia di Portland che è in costante combattimento con le proprie tendenze auto-distruttive e la sua parte di eccentrico criminologo.

## Episodi
La serie televisiva è composta da una stagione, per un totale di 13 episodi, in onda nel 2015.
| Stagione       | Episodi | Prima TV USA | Prima TV Italia |
| -------------- | ------- | ------------ | --------------- |
| Prima stagione | 13      | 2015         | 2015            |

## Personaggi e interpreti
- Rainn Wilson è il Detective Everett Backstrom, a capo della Special Crimes Unit. È irascibile, di cattivo gusto, auto-distruttivo e scorbutico, ma geniale. Nonostante la sua imminente e probabile morte, il suo cuore ingrossato, e i polmoni congestionati, continua a fumare e a bere
- Genevieve Angelson è la Detective Nicole Gravely, braccio destro di Backstrom. Gravely è una giovane e idealista detective che lavora con Backstrom anche se lo trova pigro e cinico. Non approva il comportamento auto-distruttivo di Backstrom e neanche i suoi metodi di indagine, ma prova comunque un sentimento nascosto di ammirazione nei suoi confronti, riconoscendone le sue abilità di detective.
- Page Kennedy è l'ufficiale Frank Moto, membro dello Special Crimes Unit, e praticante di arti marziali. È totalmente sottomesso a Backstrom, e segue ogni suo ordine,
- Kristoffer Polaha è l'agente Peter Niedermayer, agente di collegamento con la Scientifica. Prova attrazione per la sua collega Nadia Paquet.
- Dennis Haysbert è il Detective John Almond. Amico di Backstrom, appoggia sempre il tenente anche nei momenti più complicati. Fa inoltre il missionario.
- Beatrice Rosen è Nadia Paquet, una civile francese come esperta di Internet. Prova attrazione per il suo collega Peter Niedermayer.
- Thomas Dekker è Gregory Valentine, ufficialmente conosciuto come prostituto ma anche informatore dei bassifondi di Backstrom. Viene rivelato che Valentine è il fratellastro di Backstrom, ed anche che è stato violentato e rapito da un pedofilo che si spaccia per il cosiddetto "Incappucciato", figura protagonista di una Creepypasta, riuscendo però a fuggire 3 giorni dopo. È sensibile, omosessuale e eccentrico.